# Instituto Duartiano
El Instituto Duartiano es una institución pública de carácter cultural y patriótico de la República Dominicana, encargada de preservar y promover el legado histórico de Juan Pablo Duarte, principal figura de la independencia nacional. Su labor se orienta a la investigación histórica, la educación ciudadana y la difusión de los ideales duartianos en el país y en el extranjero. La institución opera como un organismo autónomo, regido por la Ley No. 127-01, y su sede principal se encuentra en la ciudad de Santo Domingo.
Entre sus funciones destacan la organización de actividades académicas y culturales, la publicación de investigaciones y textos históricos, así como la conservación de documentos, objetos y obras vinculadas a Juan Pablo Duarte. Además, el Instituto Duartiano actúa como órgano asesor del Estado en cuestiones relativas a la historia nacional y los símbolos patrios. Su accionar busca fortalecer el conocimiento y la valoración de la identidad nacional dominicana.
La institución mantiene relaciones con centros académicos y culturales dentro y fuera del país, y cuenta con filiales tanto en provincias dominicanas como en ciudades del exterior donde residen comunidades de dominicanos. También administra el Museo Casa de Duarte, un espacio dedicado a la vida y obra del patricio, y promueve el estudio sistemático de la historia de la independencia dominicana a través de programas educativos y de extensión.

## Historia
El Instituto Duartiano fue fundado el 26 de enero de 1964, en el contexto de los actos de conmemoración del 151 aniversario del nacimiento de Juan Pablo Duarte. Su creación respondió a la necesidad de contar con una entidad formalmente dedicada a la promoción de los ideales duartianos en un momento de fuerte efervescencia política y búsqueda de reafirmación nacional tras el derrocamiento de la dictadura de Rafael Leónidas Trujillo (1930–1961).
Desde su origen, el Instituto se propuso como objetivos principales la recopilación, preservación y difusión de todo lo relacionado con la vida y pensamiento de Duarte, así como el fortalecimiento de los valores patrióticos entre la población dominicana. En sus primeros años, funcionó como una organización privada sin fines de lucro, sostenida por aportes de sus miembros y donaciones, organizando conferencias, publicaciones y actividades conmemorativas.
En el año 2001, mediante la promulgación de la Ley No. 127-01, el Instituto Duartiano adquirió personalidad jurídica de derecho público, con autonomía administrativa y financiera. Esta transformación legal reforzó sus capacidades operativas y le permitió desarrollar una agenda de trabajo más amplia, incluyendo la apertura de filiales en diferentes provincias y en comunidades dominicanas en el exterior.
A lo largo de su existencia, el Instituto ha impulsado múltiples proyectos orientados a la educación cívica, tales como la incorporación de la figura de Duarte en los programas escolares, la celebración de la "Semana Duartiana" cada año en enero, y la promoción del uso adecuado de los símbolos patrios. También ha trabajado en la recuperación y preservación de monumentos históricos relacionados con la gesta independentista.